# Плаяри
Плаяри или Узун Али (на гръцки: Πλαγιάρι, до 1926 година Ουζούν Αλή, Узун Али) е село в Гърция, дем Седес, област Централна Македония.

## География
Плаяри е разположено в северозападната част на Халкидическия полуостров, на около 20 километра южно от Солун.

## История

### В Османската империя
В края на XIX век Узун Али е турско село в Солунска кааза на Османската империя. В 1900 година според Васил Кънчов („Македония. Етнография и статистика“) в Узун Али живеят 240 турци.

### В Гърция
В 1913 година Узун Али попада в Гърция. Жителите му се изселват и в него са заселени гърци бежанци. В 1926 година е прекръстено на Плаяри. В 1928 година Плаяри е представено като бежанско село със 132 бежански семейства и 493 души бежанци.
| Име          | Име           | Ново име | Ново име | Описание                            |
| ------------ | ------------- | -------- | -------- | ----------------------------------- |
| Фенер Тумбик | Φενέρ Τουμπίκ | Корифи   | Κορυφή   | възвишение на З от Плаяри (177,3 m) |
| Кара Чали    | Καρά Τσαλή    | Рахи     | Ράχη     | възвишение на С от Плаяри           |